# Ripple Stream
Ripple Stream(リップルストリーム)とは、FXブローカーがリップルネットワークを利用して買値や売値のオファーをするためのコンポーネントである。FXブローカーが利用している既存のトレーディングシステムとリップルネットワークを接続する。
Ripple Streamの利用者は、リップルネットワークを利用して国際送金業務を実施している銀行のFX取引担当者、または左記の銀行外部のFXブローカーである。

## Ripple Streamの利用目的
Bluzelle Networkの2015年7月10日の記事によると、リップルネットワークを利用してFX取引を提供するブローカーは、一般にイメージされる為替トレードのマーケットメーカーの役割に加えて、国際送金における為替インフラの役割を担う。
送金指示者や金融機関は、このマーケットメーカーの参加によって、リアルタイムでクロス通貨の決済ができるようになると考えられている。
マーケットメーカーは、グローバルなFX市場にアクセスすることで、FXリスク管理の改善につながる。

## Ripple Streamを利用した処理の概要

### リップルネットワークへの注文
Ripple Streamによって、FXの注文、注文変更、注文の取り消し等がRipple Consensus Ledger（以降、RCLと呼ぶ）上で実行できる。

### サブスクリプション
Ripple Streamは、サブスクリプション（サーバーが発信する情報を受け取る）方式でRCLから情報を得る。
- Listen（リッスン）

クライアントからRCLへのサブスクリプションの要求を待つ。
- Record（レコード）

全てのサブスクリプションを記録する。クライアントはRCL全体と限定的なアカウントのどちらの動作に関しても、サブスクリプション形式で情報を得ることができる。注文を発行する際には、自動的にサブスクリプション方式でRCL上の事象に関する情報を得ることができる。　
- Parse（パース）

RCLで発生しているトランザクションを解析し、それがどのサブスクライブに関連しているかを決定する。そして、その情報をサブスクライバーに送信する。

## Ripple Streamのアーキテクチャ

### システム構成
- Ripple Streamは、金融機関の自社運用ツールとして、ファイアウォールの内側に設置する。(上図は国際送金を担う銀行が自行内に設置するケース)
- Ripple Streamは、FIXプロトコル、.Netライブラリ、JSON APIのいずれかを利用して既存のトレードアプリケーションと統合することができる。

### 通信方式
- Ripple Streamと金融機関内部のトレードアプリケーションとの通信は、前述の通りFIXプロトコル、.Netライブラリ、JSON APIのいずれかを利用する。
- Ripple StreamとRCL内のrippled間の通信は、WSS(Secure WebSocketプロトコル）で実行する。

### システム要件
| 要素                     | 仕様                                                 |
| ------------------------ | ---------------------------------------------------- |
| オペレーティングシステム | Windows x86 (64-bit)                                 |
| メモリ                   | 8GB                                                  |
| CPU                      | 1 Cores                                              |
| 実装オプション           | FIX (hosted/local)、 JSON (Web Server)、 .NET (.dll) |

## その他のRippleシステム中核モジュール
- 分散元帳
- クライアントAPI
- 国際送金（銀行）モジュール